# Philonicus fuscatus
Philonicus fuscatus är en tvåvingeart som först beskrevs av James Stewart Hine 1909.  Philonicus fuscatus ingår i släktet Philonicus och familjen rovflugor. Inga underarter finns listade i Catalogue of Life.